# Eugene Martin Nugent

Wappen von Eugene Martin Nugent

Eugene Martin Nugent (* 21. Oktober 1958 in Scarriff) ist ein irischer Geistlicher, römisch-katholischer Erzbischof und Diplomat des Heiligen Stuhls.

## Leben
Der Bischof von Killaloe, Michael Anthony Harty, spendete ihm am 9. Juli 1983 die Priesterweihe.
Papst Benedikt XVI. ernannte ihn am 13. Februar 2010 zum Titularerzbischof pro hac vice von Domnach Sechnaill und zum Apostolischen Nuntius in Madagaskar und Apostolischen Delegaten auf den Komoren. Die Bischofsweihe spendete ihm Kardinalstaatssekretär Tarcisio Bertone SDB am 29. Juni desselben Jahres; Mitkonsekratoren waren Pier Giorgio Micchiardi, Bischof von Acqui, und Nestorius Timanywa, Bischof von Bukoba.
Am 13. März 2010 wurde er zudem zum Apostolischen Nuntius auf Mauritius und den Seychellen ernannt.
Papst Franziskus ernannte ihn am 10. Januar 2015 zum Apostolischen Nuntius in Haiti. Am 7. Januar 2021 ernannte ihn Papst Franziskus zum Apostolischen Nuntius in Kuwait und Katar. Am 11. Februar desselben Jahres wurde er zusätzlich zum Apostolischen Nuntius in Bahrain ernannt.